# 게오르그 쿨렌캄프

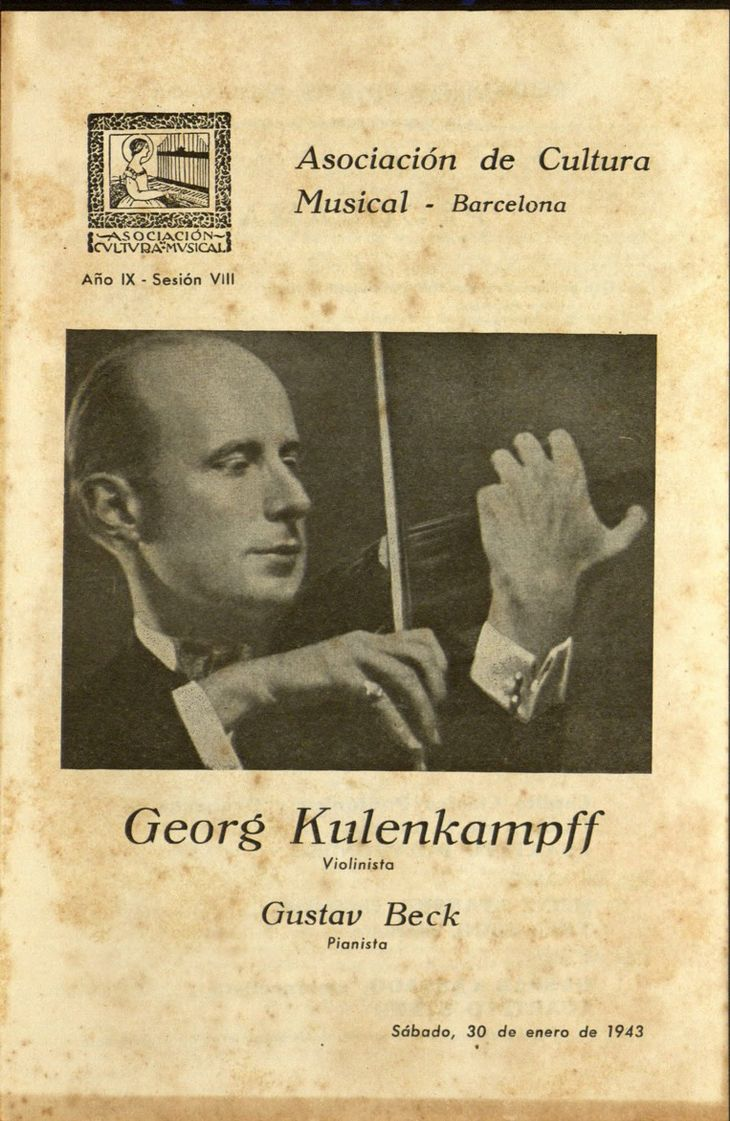

게오르그 쿨렌캄프(Alwin Georg Kulenkampff-Post, Georg Kulenkampff, 1898년 1월 23일 ~ 1948년 10월 4일)는 나치스 정권하 독일 최고의 바이올린 독주자이다. 교수로 알려졌고, 미발표된 채 방치되었던 슈만의 바이올린 협주곡의 세계 초연을 한 것으로도 유명하다. 브레멘에서 태어나 헤스에게 사사하였고, 모교인 베를린 고등음악원의 교수와 베를린 필하모니 관현악단 콘서트 마스터로도 오래 있었다. 1943년에 플레시의 후임으로서 루체른 음악원의 교수가 되었고, 2차대전 후 얼마 안 있다가 스위스에서 별세했다.